# Cleveland (Wisconsin)
Cleveland – wieś w Stanach Zjednoczonych, w stanie Wisconsin, w hrabstwie Manitowoc.